# Szymon Sznura
Szymon Sznura (ur. 7 marca 1990) – polski lekkoatleta specjalizujący się w biegach długodystansowych. Młodzieżowy mistrz Polski w biegu na 5000 metrów (Olecko 2011).

## Rekordy życiowe
Opracowano na podstawie
| Konkurencja         | Obiekt  | Data            | Miejsce       | Wynik    |
| ------------------- | ------- | --------------- | ------------- | -------- |
| bieg na 1000 metrów | stadion | 27 czerwca 2009 | Bielsko-Biała | 2:25.45  |
| bieg na 1500 metrów | stadion | 25 czerwca 2011 | Szczecin      | 3:43.33  |
| bieg na 3000 metrów | stadion | 22 maja 2011    | Łódź          | 8:15.66  |
| bieg na 5000 metrów | stadion | 19 czerwca 2011 | Olecko        | 14:21,05 |

## Osiągnięcia
Opracowano na podstawie
| Rok  | Impreza                            | Miejsce | Konkurencja         | Pozycja    | Wynik    |
| ---- | ---------------------------------- | ------- | ------------------- | ---------- | -------- |
| 2011 | Młodzieżowe Mistrzostwa Polski U23 | Olecko  | bieg na 5000 metrów | 1. miejsce | 14:21.05 |